# Холодович, Александр Алексеевич
Алекса́ндр Алексе́евич Холодо́вич (11 [24] мая 1906, Кронштадт — 20 марта 1977, Ленинград) — советский лингвист-типолог, востоковед, основатель петербургской типологической школы. Доктор филологических наук, профессор. Автор трудов по корейскому и японскому языкам, теории грамматики, типологии; вел активную научно-организационную и издательскую деятельность, осуществлял переводы лингвистических работ на русский язык.

## Биография
Окончил Ленинградский университет (1927); преподавал на Восточном факультете ЛГУ, в разные годы заведовал кафедрами корейской, китайской, японской филологии. Доктор филологических наук (1949, диссертация «Очерки по строю японского языка»). С 1961 года — в ЛО Института языкознания АН СССР, где руководил созданной им группой структурно-типологического изучения языков.
Дочь Людмила Александровна Холодович (1946—2022).
С 1972 по 2016 годы работала в Софийском Университете в Болгарии.
Преподавала японский язык и литературу. Переводчик.
Сын Николай Александрович Холодович.

## Вклад в науку
Ранние работы в основном по грамматике корейского и японского языков, в том числе монографические описания синтаксиса японского военного языка (1937) и строя корейского языка. В терминологии этих работ и в подходе к фактам языка частично прослеживается влияние идей Н. Я. Марра; специалисты в настоящее время оценивают эти работы как в целом устаревшие, несмотря на отдельные проницательные суждения и удачные описательные решения.
В работах 1960—1970 годов, напротив, Холодович выступает как смелый новатор и оригинальный теоретик, выдвинувший программу типологического изучения грамматических категорий в языках мира (универсальной грамматической «библиотеки смыслов»). С начала 1960-х годов он стал одним из первых (в отечественной теории грамматики) сторонников вербоцентрического подхода к синтаксису предложения (возможно, под влиянием работ Л. Теньера).
В соавторстве с И. А. Мельчуком предложил теорию залога, основанную на исчислении всех возможных значений грамматической категории. По намеченной Холодовичем программе исследований и под его руководством были осуществлены коллективные описания каузативных (1969) и пассивных (1974) конструкций; эта работа была продолжена и после его смерти в рамках деятельности петербургской типологической школы.
Как и В. А. Звегинцев, Холодович обладал острым чувством нового и стремился поддерживать молодых исследователей, а также пропагандировать мало известные в СССР в то время достижения лингвистики XX века. Им была переведена на русский язык книга Н. С. Трубецкого «Основы фонологии» (1960); под его редакцией и с его комментариями вышло русское издание всех основных работ Ф. де Соссюра (1977), включающее в том числе и новый перевод «Курса общей лингвистики» (в настоящее время общепринятый).
"Один из лучших отечественных японоведов, который, кроме того, успешно занимался корейским и русским языками, плодотворно работал в области теоретического языкознания и типологии", - характеризовал его Виктор Самуилович Храковский.